# Asymetria
Asymetria – revistă română de cultură, critică și imaginație (titlul în franceză Asymetria - revue roumaine de culture, critique et imagination) este o revistă internațională de cultură, critică și imaginație, fondată în mai 2000, în Franța, de scriitorul și publicistul Dan Culcer, care este directorul publicației.

## Orientare
Publică literatură, critică literară, istorie literară, estetică, sociologie, filosofie, politologie, psihologie, etnologie, economie, geografie economică, geopolitică, scrieri despre artele vizuale. Între colaboratori se numără Paul Goma, Ion Varlam, Radu Portocală, Ioan Roșca, Gavril Ședran, Radu Negrescu-Suțu, dintre publiciștii expatriați, și Sergiu Simion, Nicolae Coande, Ioan Mușlea, Mircea Stănescu, Magda Ursache, Mihai Rogobete, Cornelia Păun Heinzel, dintre scriitorii, publiciștii sau cercetătorii care trăiesc în România.

## Istoric
Titlul revistei reia "cu o mică dar importantă modificare" pe acela al revistei Simetria, editată de arhitectul, eseistul și omul de cultură Mihail G. Cantacuzino, publicație trimestrială subintitulată "Caiete de artă și critică", al cărui prim număr apărea în toamna lui 1939 la București. Revista era redactată de G. M. Cantacuzino, Octav Doicescu, Matila Ghyka si P. E. Miclescu. Printre colaboratorii principali se afla Tudor Vianu, iar Ion Pillat a publicat aici cunoscutul său eseu, Poezie și plastică.